# Marko Pomerants

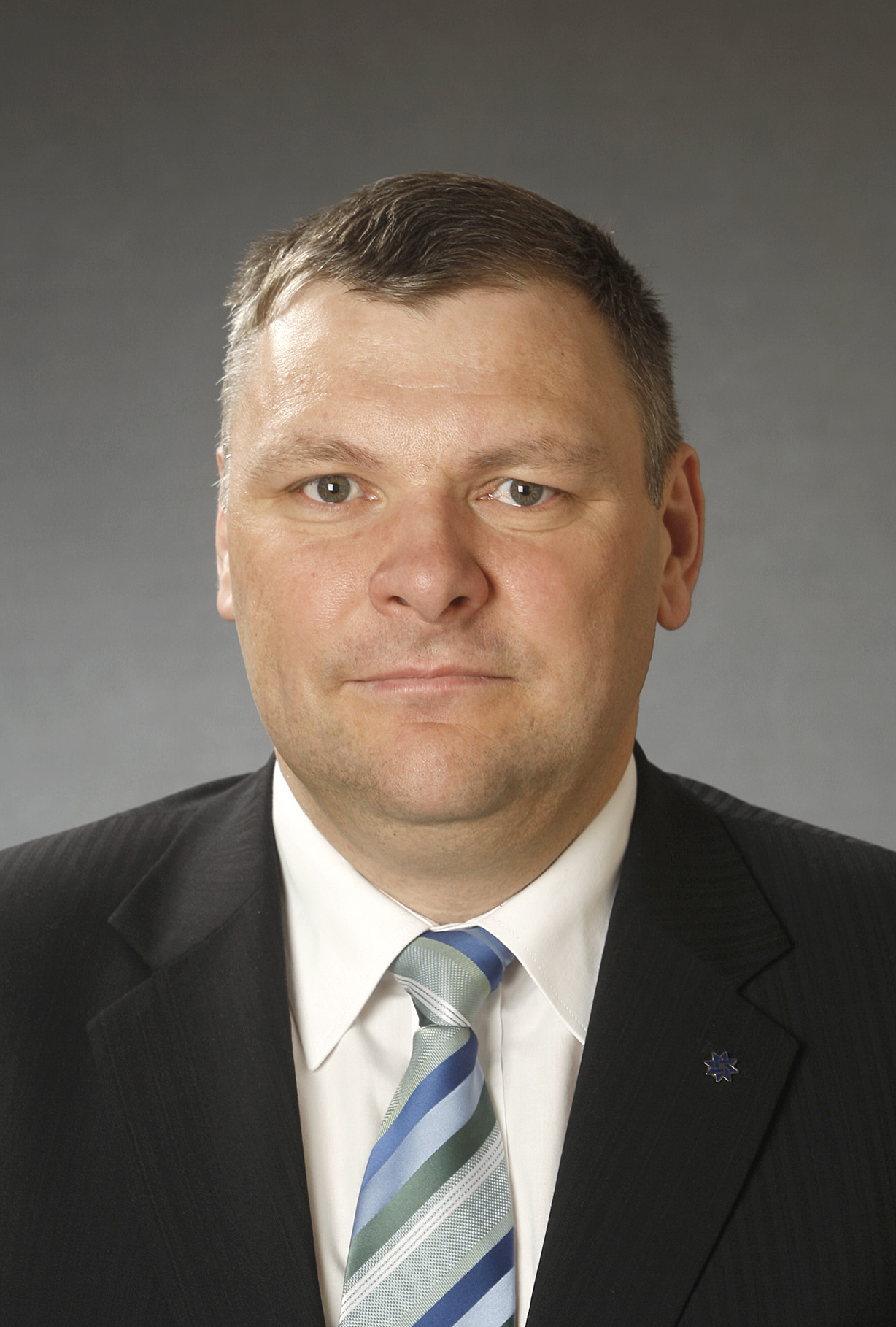
Marko Pomerants

Marko Pomerants, född 24 september 1964 i Tamsalu, är en estnisk geolog och konservativ politiker, tillhörande partiet Förbundet Fäderneslandet och Res Publica (IRL). Han är sedan 9 april 2015 Estlands miljöminister, först i Taavi Rõivas andra regering och sedan 23 november 2016 även i den efterföljande regeringen Ratas.
Pomerants var landshövding i Lääne-Virumaa från 1995 till 2003. Han valdes första gången in som ledamot av Riigikogu 2003 för det dåvarande konservativa partiet Res Publica. Från april 2003 till april 2005 var han Estlands socialminister i Juhan Parts regering, och var därefter fram till 2009 åter ledamot av Riigikogu. Från juni 2009 till april 2011 var han Estlands inrikesminister i Andrus Ansips regering.